# Palazzo Grioni

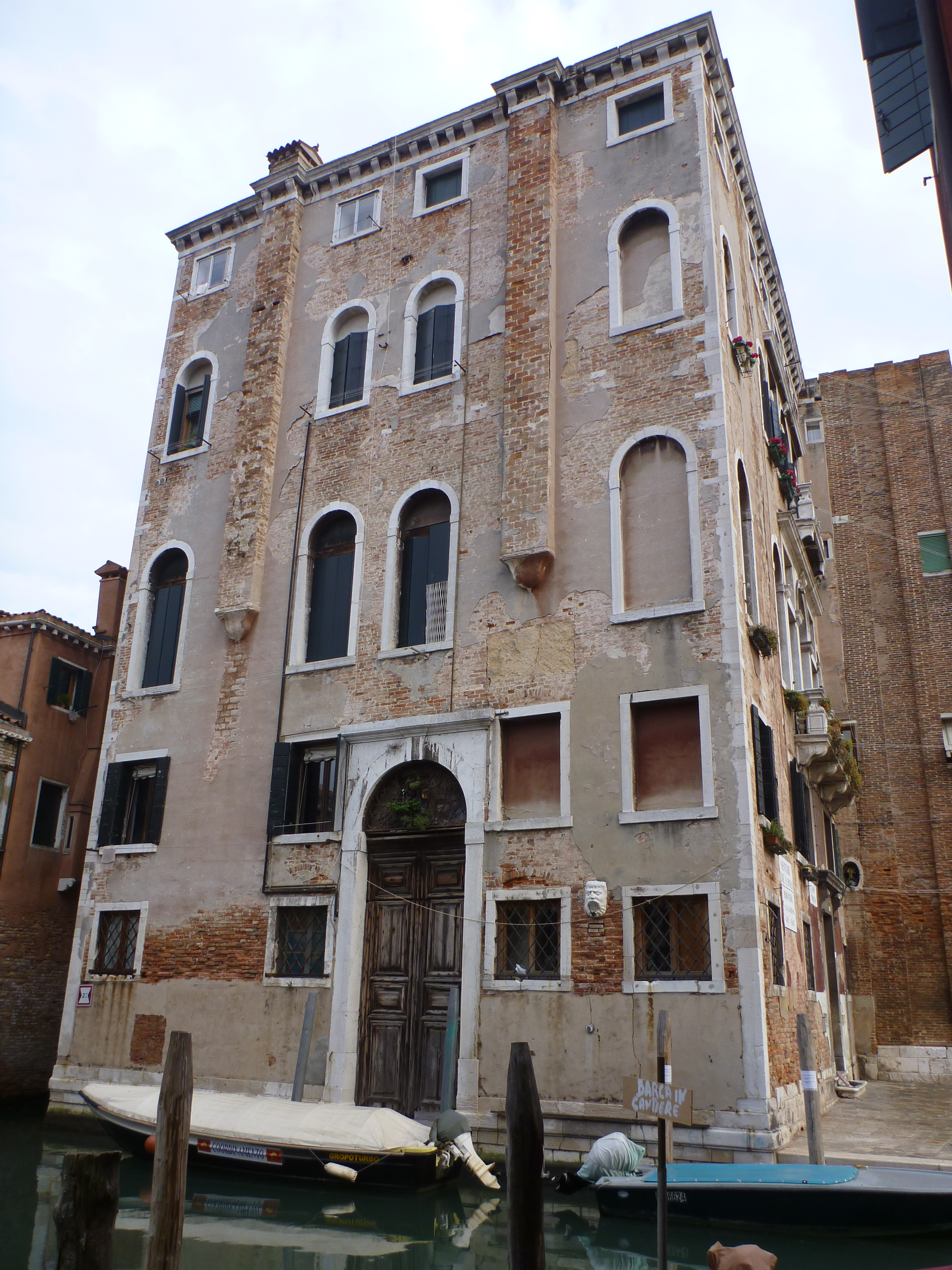
Palazzo Grioni: Fassade zum Rio di San Boldo hin

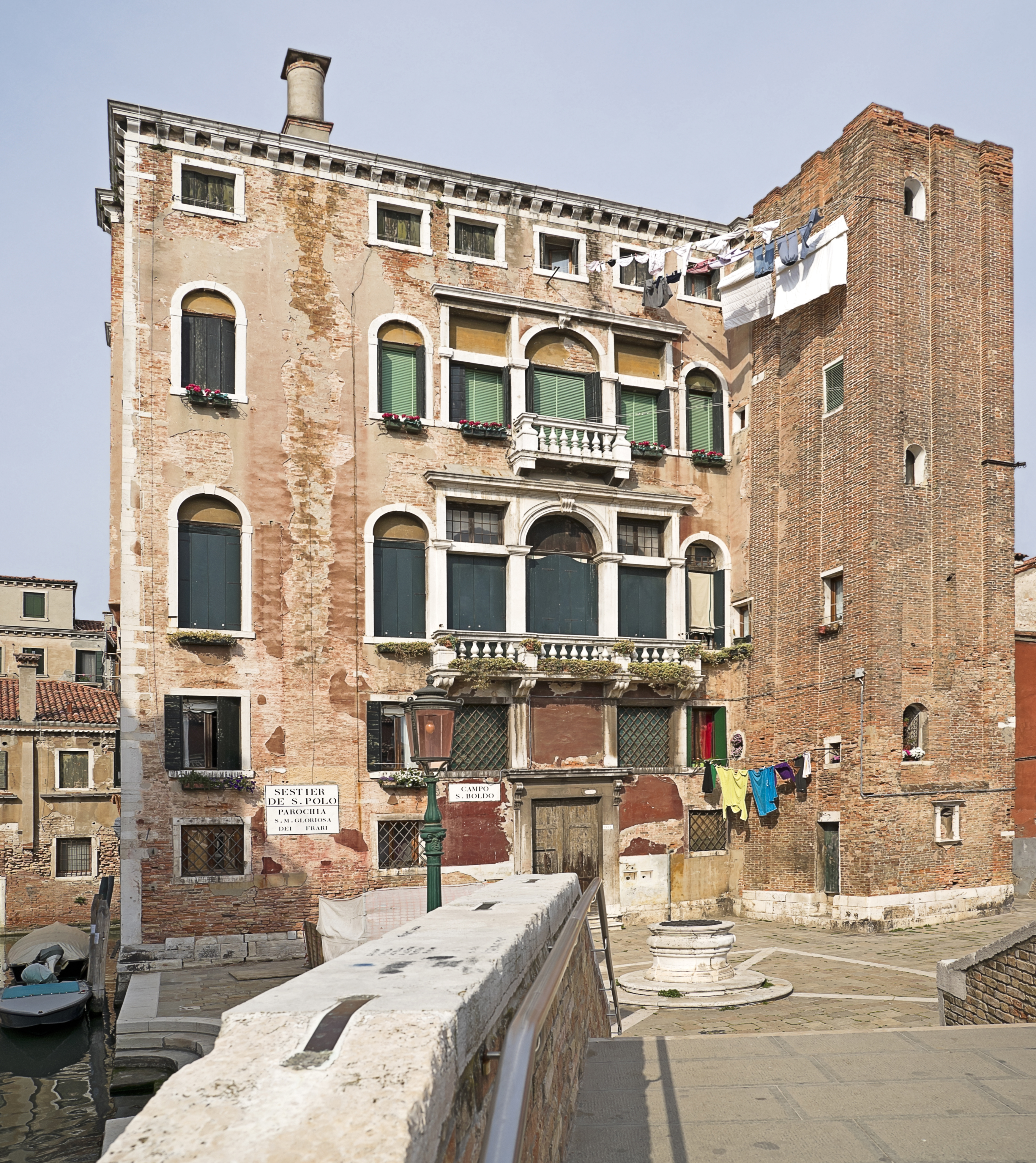
Rückansicht des Palazzo Grioni zum Campo San Boldo hin.

Palazzo Grioni, auch Palazzo Businello oder Palazzo Businello a San Boldo ist ein Palast in Venedig in der italienischen Region Venetien. Er liegt im Sestiere San Polo mit Blick auf den Rio di San Boldo neben der Ponte Storto.  Die Rückseite zeigt zum Campo San Boldo.

## Geschichte
Der Palazzo Grioni wurde in der zweiten Hälfte des 16. Jahrhunderts als elegantes Wohnhaus für Adlige erbaut. Im 19. Jahrhundert wurde er durch die Einbeziehung entweihter Gebäude, die nach dem Abriss der Kirche San Boldo übriggeblieben waren und bewohnbar gemacht wurden, erweitert.
Heute ist der Palast ein privates Wohnhaus.

## Beschreibung
Der Palazzo Grioni zeigt eine für die Renaissance typische Architektur; beide Fassaden, die zum Rio di San Boldo und die zum Campo San Boldo, haben fünf Stockwerke, drei Vollgeschosse und je ein Zwischengeschoss über dem Erdgeschoss und unter dem Dach. In beiden Hauptgeschossen gibt es venezianische Fenster und einzelne Rundbogenfenster an beiden Fassaden.
Eine Besonderheit unterscheidet den Palazzo Grioni von den anderen Gebäuden aus dem 16. Jahrhundert in Venedig: In den ersten Jahren des 19. Jahrhunderts wurde dem Gebäude ein schon existierendes Element hinzugefügt und wurde dann zu einem integralen Bestandteil der Rückfassade. Dabei handelte es sich um den Glockenturm der Kirche San Boldo, die zu dieser Zeit abgerissen wurde. Ihr Glockenturm aus dem 14. Jahrhundert stand in der Apsis und somit bereits angrenzend an den Palast. Heute bildet er einen Flügel des Gebäudes, der genauso hoch wie dieses ist. Er ist in Ziegelbauweise errichtet und hat kleine Fenster wie Schießscharten.